# دوري كرة القدم الإنجليزي 1990–91
دوري كرة القدم الإنجليزي 1990–91 (بالإنجليزية: 1990–91 Football League First Division)‏ هو موسم من دوري كرة القدم الإنجليزي. أقيم خلال الفترة 25 أغسطس 1990 وحتى 20 مايو 1991، وفاز فيه نادي أرسنال.